# Холопайнен, Ялмари
Хьялмар «Ялмари» Холопайнен (фин. Hjalmar ”Jalmari” Holopainen; 29 июня 1892, Хельсинки, Великое княжество Финляндское, Российская Империя — 3 апреля 1954, Хельсинки, Финляндия) — финский футболист, игравший на позиции защитника. Участник летних олимпийских игр 1912 года.

## Клубная карьера
Ялмари выступал за «ХИК» с 1908 года и провёл в нём всю свою карьеру. Он помог своей команде добыть первые пять титулов чемпиона Финляндии. В 1922 году он завершил свои выступления.

## Международная карьера
Дебют Ялмари за национальную сборную Финляндии состоялся 22 октября 1911 года в товарищеском матче против сборной Швеции. Этот матч также считается первым в истории самой финской сборной. Защитник включен в состав на летние Олимпийские игры 1912 в Стокгольме, где он принял участие во всех четырёх матчах своей сборной. Всего Ялмари провёл шесть встреч в составе своей национальной команды.

## Достижения
- Чемпион Финляндии (5): 1911, 1912, 1917, 1918, 1919